# Jean Carlos Güell
Jean Carlos Güell Rodríguez (nacido en Maracay, Venezuela, el 4 de abril de 1977) es un exfutbolista y actualmente entrenador venezolano; su actual club como director técnico es el Moca FC de la Liga Dominicana de Fútbol.

## Trayectoria como jugador
Como jugador se desempeñó en la posición de mediocampista en 3 equipos a nivel profesional, entre ellos el Aragua FC y el Deportivo Táchira Fútbol Club de la Primera División de Venezuela. A nivel internacional militó en el Club Deportiu Banyoles de la Tercera División de España.

## Trayectoria como entrenador
| Club                        | País                 | Año         |
| --------------------------- | -------------------- | ----------- |
| La Victoria FC              | Venezuela            | 2012 - 2013 |
| Victorianos Fútbol Club     | Venezuela            | 2013 - 2014 |
| Ortiz Fútbol Club           | Venezuela            | 2014 - 2015 |
| Atlántico FC                | República Dominicana | 2015 - 2016 |
| Club Barcelona Atlético     | República Dominicana | 2016 - 2018 |
| Club Atlético San Francisco | República Dominicana | 2018 - 2019 |
| Club Atlético Pantoja       | República Dominicana | 2019 - 2020 |
| Yaracuy Fútbol Club         | Venezuela            | 2021        |
| Moca FC                     | República Dominicana | 2022        |